# Jan Budtz
Jan Helstrup Budtz (født 20. april 1979) er en dansk fodboldspiller, der spiller for Buxton som målmand.

## Klubkarriere
Han har tidligere spillet for B 1909 og FC Nordsjælland, før han skiftede til England og Doncaster Rovers. Han har også spillet i The Football League, hvor han spillede for klubber som Wolverhampton Wanderers, Hartlepool United og Oldham Athletic, før han skiftede til ikke-divisionsfodbold i Eastwood Town, Stalybridge Celtic, Buxton og Gainsborough Trinity.